# Glen Echo Park
Glen Echo Park ist eine Gemeinde mit dem Status „Village“ im St. Louis County im US-Bundesstaat Missouri. Das U.S. Census Bureau hat bei der Volkszählung 2020 eine Einwohnerzahl von 122 ermittelt.

## Geographie
Die Koordinaten von Glen Echo Park liegen bei 38°42'2" nördlicher Breite und 90°17'50" westlicher Länge.
Nach Angaben der United States Census 2010 erstreckt sich das Stadtgebiet von Glen Echo Park über eine Fläche von nur 0,08 Quadratkilometer (0,03 sq mi). Glen Echo Park grenzt im Osten an Beverly Hills und im Norden an Northwoods und Pasadena Hills.

## Bevölkerung
Nach der United States Census 2010 lebten in Glen Echo Park 160 Menschen verteilt auf 57 Haushalte und 37 Familien. Die Bevölkerungsdichte betrug 1322,2 Einwohner pro Quadratkilometer (5333,3/sq mi).
Die Bevölkerung setzte sich 2010 aus 8,1 % Weißen und 91,9 % Afroamerikanern. Bei 1,3 % der Bevölkerung handelte es sich um Hispanics oder Latinos. Von den 57 Haushalten lebten in 26,3 % Kinder unter 18 und in 10,6 % der Haushalten lebten Personen über 65 alleine.
Von den 160 Einwohnern waren 21,2 % unter 18 Jahre, 10,7 % zwischen 18 und 24 Jahren, 23,8 % zwischen 25 und 44 Jahren, 25,7 % zwischen 45 und 64 Jahren und in 18,8 % der Menschen waren 65 Jahre oder älter. Das Durchschnittsalter betrug 41,0 Jahre und 45,0 % der Einwohner waren Männlich.

## Belege
1. ↑  Explore Census Data Total Population in Glen Echo Park village, Missouri. Abgerufen am 2. Februar 2023.
2. ↑   United States Census
3. ↑   American Fact Finder